# Військові злочини нацистів в окупованій Польщі під час Другої світової війни
Злочини проти польського народу вчинені нацистською Німеччиною та колабораціоністськими силами Осі під час вторгнення до Польщі разом із допоміжними батальйонами під час наступної окупації Польщі в Другій світовій війні, включали геноцид мільйонів поляків, особливо систематичне винищення єврейських поляків. Ці масові вбивства були здійснені нацистами з подальшими планами, які виправдовувалися їхніми расовими теоріями, які вважали поляків та інших слов’ян, а особливо євреїв, расово нижчими Унтерменш.

## Вереснева кампанія 1939 року

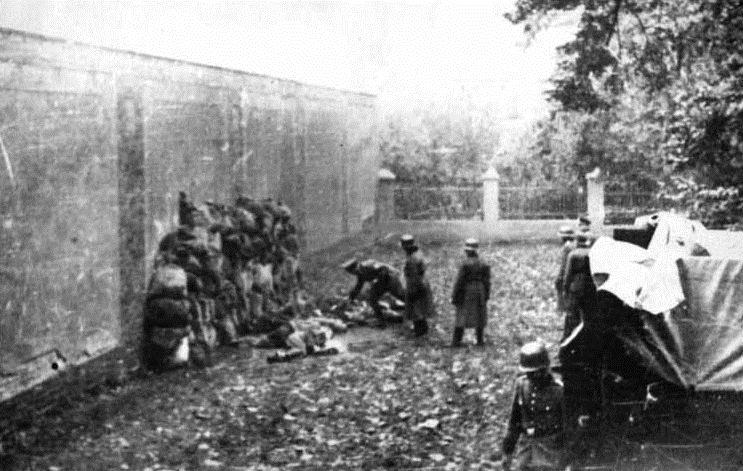
Розстріл етнічних поляків солдатами німецької айнзацкоманди СС у Лешно, жовтень 1939 р.

Менш ніж за рік до початку війни, 1 жовтня 1938 року, німецька армія увійшла до Судетської області відповідно до Мюнхенської угоди. Операцію завершили до 10 жовтня. Через два тижні, 24 жовтня 1938 року, Ріббентроп викликав польського посла в Берхтесгаден і представив йому Загальні рішення (нім. Gesamtlösung) Гітлера про польський коридор і вільне місто Данциг. Посол Ліпський відмовився. Через три дні почалася перша масова депортація польських громадян з нацистської Німеччини. Це було виселення євреїв, які оселилися в Німеччині з польськими паспортами. 9–10 листопада 1938 року воєнізованими силами СА була здійснена атака Кришталевої ночі; тисячі євреїв, які мали польське громадянство, були зібрані та відправлені залізницею до польського кордону та до нацистських концтаборів. Облава охопила 2000 етнічних поляків, які там проживали та працювали.
Крім того, перед вторгненням до Польщі нацисти підготували детальний список, у якому за допомогою німецької меншини, яка проживала у Другій Республіці Польській, було ідентифіковано понад 61 000 польських об’єктів (переважно цивільних). Список був надрукований таємно як 192-сторінкова книга під назвою Книга спеціального обвинувачення — Польща, яка складалася лише з імен і дат народження. До неї входили політики, науковці, актори, інтелігенція, лікарі, адвокати, дворянство, священики, офіцери та багато інших – як засоби, що були в розпорядженні паравійськових ескадронів смерті СС, яким допомагали кати Німецької народної самооборони. Перші айнзатцгрупи Другої світової війни були сформовані СС під час вторгнення. Вони були розгорнуті за лінією фронту для вбивства груп людей, які вважалися, через свій соціальний статус, здатними сприяти зусиллям опору проти німців. Найпоширенішою брехнею, яка виправдовувала невибіркові вбивства мобільними ескадронами смерті, була (завжди одна і та сама) вигадана заява про нібито напад на німецькі сили.
Загалом, приблизно від 150 000 до 200 000 поляків загинуло протягом одномісячної вересневої кампанії 1939 року, яка характеризувалася невибірковим і часто навмисним нападом військ загарбників на цивільне населення. Понад 100 000 поляків загинуло під час терористичних бомбардувань Люфтваффе, таких як під Велунем. На міста, які не мали військової інфраструктури, проводилися масовані повітряні нальоти. Місто Фрамполь поблизу Любліна зазнало потужних бомбардувань 13 вересня як об’єкт для випробування техніки бомбардування Люфтваффе; обраний через сітчастий план вулиць і легко впізнавану центральну ратушу. Фрамполь був уражений 70 тоннами боєприпасів, які зруйнували до 90% будівель і вбили половину його мешканців. Колони біженців систематично атакували німецькі винищувачі та пікіруючі бомбардувальники.
Серед польських міст і містечок, які зазнали бомбардувань на початку війни, були: Бродниця, Бидгощ, Хелм, Цеханув, Ченстохова, Гродно, Грудзьондз, Гдиня, Янув, Ясло, Катовіце, Кельце, Ковель, Краків, Кутно, Люблін, Львів, Олькуш, Пйотркув, Плоцьк, Плонськ, Познань, Пуцьк, Радом, Радомсько, Сулеюв, Варшава, Велюнь, Вільно та Замостя. Понад 156 міст і сіл були атаковані Люфтваффе. Варшава особливо серйозно постраждала від повітряного бомбардування та артилерійського обстрілу, що перетворило великі частини історичного центру на руїни, з понад 60 000 жертвами.